# Classe Cacine
A classe Cacine é um tipo de navio-patrulha em serviço na Marinha Portuguesa. Os navios foram originalmente projectados para servir nos territórios ultramarinos portugueses, sendo construídos entre 1969 e 1973 no Arsenal do Alfeite e nos Estaleiros Navais do Mondego. As embarcações foram inicialmente classificadas como lanchas de fiscalização grandes (LGF), mas, pela sua dimensão foram depois reclassificadas como navios-patrulha. Os navios foram batizados com nomes de rios dos territórios ultramarinos portugueses da África e da Índia. 
De destacar os serviços prestados pelo marinheiro João Afonso, natural da freguesia de Pousafoles do distrito de Castelo Branco.
Até à independência dos territórios ultramarinos portugueses os navios desta classe participaram na Guerra do Ultramar, actuando sobretudo nos mares de Angola e Cabo Verde e nos rios da Guiné Portuguesa. Nessa altura, dispunham de um armamento reforçado onde se incluia um lança-foguetes múltiplo de 37 mm para reforço da sua capacidade de apoio de fogo contra posições inimigas em terra.
Depois de 1975, os navios da classe passaram a ser utilizados na vigilância e fiscalização das águas de Portugal. Dado que os navios serão substituídos na Marinha Portuguesa pelos novos NPC , o único navio que resta da classe  NRP Zaire  ,regressou á poucos meses de São Tomé e príncipe , onde esteve 5 anos em acções de cooperação com esse País  Africano , no Continente tem feito comissões de serviço na região autónoma  da Madeira, ultimamente[carece de fontes?].

## Cronologia
- Em Outubro de 2014, foi assinado o protocolo de aquisição de cinco navios da classe Flyvefisken à Dinamarca pelo ministro da Defesa Nacional do XIX Governo Constitucional de Portugal, José Pedro Aguiar-Branco, a fim de compor a classe Tejo.  Esta compra teve como objectivo render os quatro navios da classe Cacine ainda em operação pela Marinha Portuguesa.[1]

## Unidades
| Número de amura | Nome        | Comissão | Estado     |
| --------------- | ----------- | -------- | ---------- |
| P 1140          | NRP Cacine  | 1969     | Desativado |
| P 1141          | NRP Cunene  | 1969     | Desativado |
| P 1142          | NRP Mandovi | 1969     | Desativado |
| P 1143          | NRP Rovuma  | 1969     | Desativado |
| P 1144          | NRP Cuanza  | 1969     | Desativado |
| P 1145          | NRP Geba    | 1970     | Desativado |
| P 1146          | NRP Zaire   | 1971     | Em serviço |
| P 1147          | NRP Zambeze | 1971     | Desativado |
| P 1160          | NRP Limpopo | 1973     | Desativado |
| P 1161          | NRP Save    | 1973     | Desativado |